# Virtuoso (videogioco)
Virtuoso è un videogioco sparatutto in terza persona sviluppato da MotiveTime Ltd. e originariamente pubblicato da Nova Spring e Elite Systems in Nord America ed Europa per MS-DOS nel 1994.

## Giocabilità
Il giocatore è un musicista rock nell'anno 2055, che trascorre il suo tempo combattendo nella realtà virtuale.

## Conversioni
Una conversione di Virtuoso per 3DO venne pubblicata in Europa, America e Giappone nel 1995. Un'altra conversione per Atari Jaguar CD fu annunciata nel numero di gennaio 1995 della rivista online Atari Explorer Online in fase di sviluppo da Williams Brothers Developments e progettata per essere pubblicata da Telegames. Era stata originariamente prevista l'uscita nella primavera/estate del 1995 e successivamente al Q2 dello stesso anno. Tuttavia, il presidente di Telegames UK, Pete Mortimer, affermò in uno scambio di email con il sito web CyberRoach che tutto lo sviluppo dei titoli Atari Jaguar è stato sospeso poiché le vendite dei titoli Jaguar esistenti sono state molto insoddisfacenti.

## Accoglienza
Next Generation recensì la versione PC del gioco valutandola due stelle su cinque e affermando che "Il gioco è Doom senza visuale in prima persona o altro di divertente".
Seanbaby di Electronic Gaming Monthly lo pose alla quinta posizione della sua classifica dei "20 peggiori giochi di tutti i tempi".